# 青崩峠
青崩峠（あおくずれとうげ）は、静岡県浜松市天竜区水窪町奥領家と長野県飯田市南信濃八重河内の間にある標高1082メートルの峠である。
地質的には中央構造線に沿って谷筋が形成されており、峠はその谷頭に位置する。地盤は中央構造線の活動の影響を受けて脆弱であるため、崖崩れが多発する険しい地形であることからこの名がある。静岡県側・長野県側ともに、国道152号の端点から林道、遊歩道（かつての塩の道）を歩いて峠にたどり着くことができる。

## 概要
縄文・弥生時代から道があったと考えられており、神武天皇の命を受けて元湯彦命が三河から信州に入ったのもこの峠を越えたという伝承がある。秋葉山信仰が盛んになると、信州から青崩峠を通り秋葉山に至る街道は、秋葉街道（秋葉道）と呼ばれた。
大坂夏の陣の後、豊臣方の残党が信濃国に入るのを防ぐため、徳川家康の命で遠山土佐守が梁木島番所を設置し、1870年（明治3年）に廃止されるまで遠山氏が通行の取り締まりを行った。
青崩峠は国道152号の点線国道区間で未通区域となっている。1987年より三遠南信自動車道の一部としても位置づけられているが、地形の急峻さと地盤が脆弱なために道路（青崩峠道路）建設では後述の計画変更・事業の遅れが発生し、2017年版までのツーリングマップルでは「あまりの崩落の激しさに日本のトンネル技術が敗退」と評されていた。なお当初の計画では青崩峠を迂回するため、兵越峠直下を通過するルートが選択され、このルートに草木トンネルが建設されたが、後に兵越峠の地盤も脆弱なことが判明したため、地盤のやや硬い青崩峠西側を通るルート（青崩峠トンネル）に変更された。大型以外の車両は草木トンネルを通って隣接する兵越林道を使用することにより迂回が可能である。
なおツーリングマップルの記述は、青崩峠道路の再着工に伴って2018年版より「トンネル工事が再開」に変更された。その後、2019年12月に青崩峠トンネルの調査坑（池島トンネル）が、2023年5月26日に本坑が、それぞれ貫通している。これにより、ツーリングマップル2024年版では「日本のトンネル技術がリベンジ!」と記述された。

## 文化財
- 静岡県側は1996年（平成8年）3月12日に静岡県指定史跡に指定された[4]。
- 長野県側は1999年（平成11年）12月22日に南信濃村（現・飯田市）指定史跡に指定された[5]。